# Le Rousset-Marizy
Le Rousset-Marizy è un comune francese del dipartimento della Saona e Loira nella regione della Borgogna-Franca Contea.
È stato creato il 1º gennaio 2016 dalla fusione dei preesistenti comuni di Le Rousset e Marizy.
Il capoluogo è la località di Marizy.